# Donald Byrne
Donald Byrne (* 12. Juni 1930 in New York City; † 8. April 1976 in Philadelphia) war in den 1950er- und 1960er-Jahren einer der besten Schachspieler der Vereinigten Staaten.

## Schachkarriere
1953 gewann er die U.S. Open Chess Championship. 1954 gelang ihm beim Wettkampf USA – UdSSR ein 3:1-Sieg gegen Juri Awerbach. 1962 erlangte er den Titel „Internationaler Meister“. Mit dem US-amerikanischen Team nahm er an den Schacholympiaden 1962, 1964 und 1968 teil und erzielte dabei 25 Punkte aus 34 Partien. Dabei erreichte er 1962 das zweitbeste Ergebnis am ersten Reservebrett und 1968 das drittbeste Ergebnis am zweiten Reservebrett 1970 und 1972 war er Delegationsleiter der Olympiamannschaft. Sein Bruder Robert Byrne war ebenso ein führender Spieler zu dieser Zeit und trug den Titel eines Großmeisters.
1956 verlor er gegen den erst 13-jährigen Bobby Fischer, der damals noch kaum bekannt war, in einer Partie mit einem spektakulären Verlauf (Partie des Jahrhunderts).
Nach einem Bachelor of Arts an der Yale University und einem Master of Arts an der University of Michigan arbeitete Byrne von 1961 bis zu seinem Tod an der Penn State University. Hier hatte er eine Juniorprofessur für Anglistik inne und leitete die dortige Schachgruppe. Er unterrichtete zudem an der Valparaiso University und an einem privaten College in Olivet, Michigan.
Posthum wurde er 2003 in die US Chess Hall of Fame aufgenommen.

## Privates
Seine Ehefrau Madge lernte er während ihrer Studienzeit an der University of Michigan kennen. Mit ihr hatte er zwei Söhne. Donald Byrne verstarb infolge einer Nierenbeteiligung des Systemischen Lupus Erythematodes, einer Autoimmunerkrankung, derentwegen er seit 1974 Dialysepatient war.